# Bulgária no Festival Eurovisão da Canção
A Bulgária participa desde o ano de 2005 no Festival Eurovisão da Canção. Com exceção das edições de 2014, 2015, 2019 e 2022, o país enviou representantes em todos os anos.

## Galeria

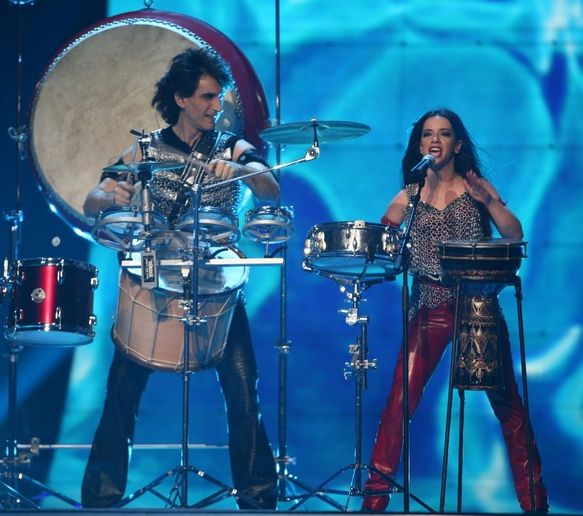
Elitsa Todorova e Stoyan Yankulov em Helsínquia (2007)
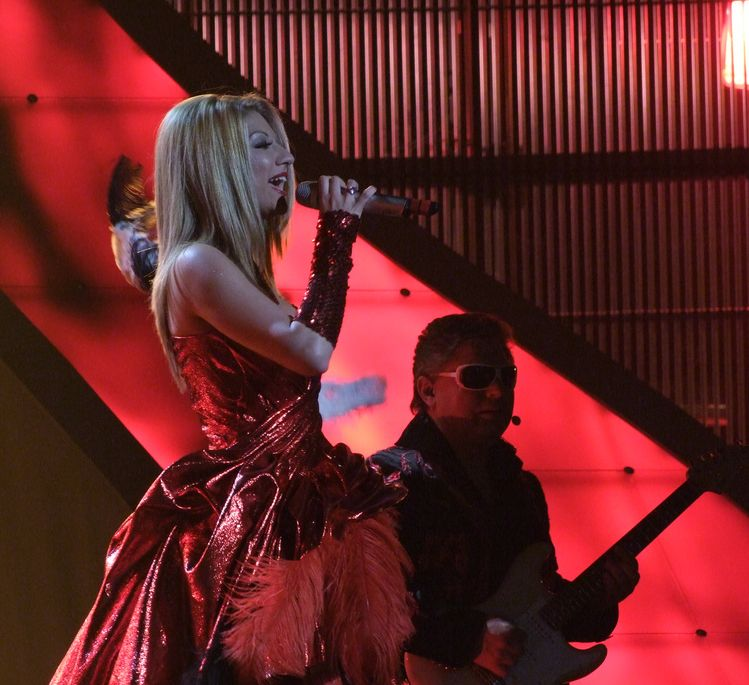
Deep Zone & Balthazar em Belgrado (2008)
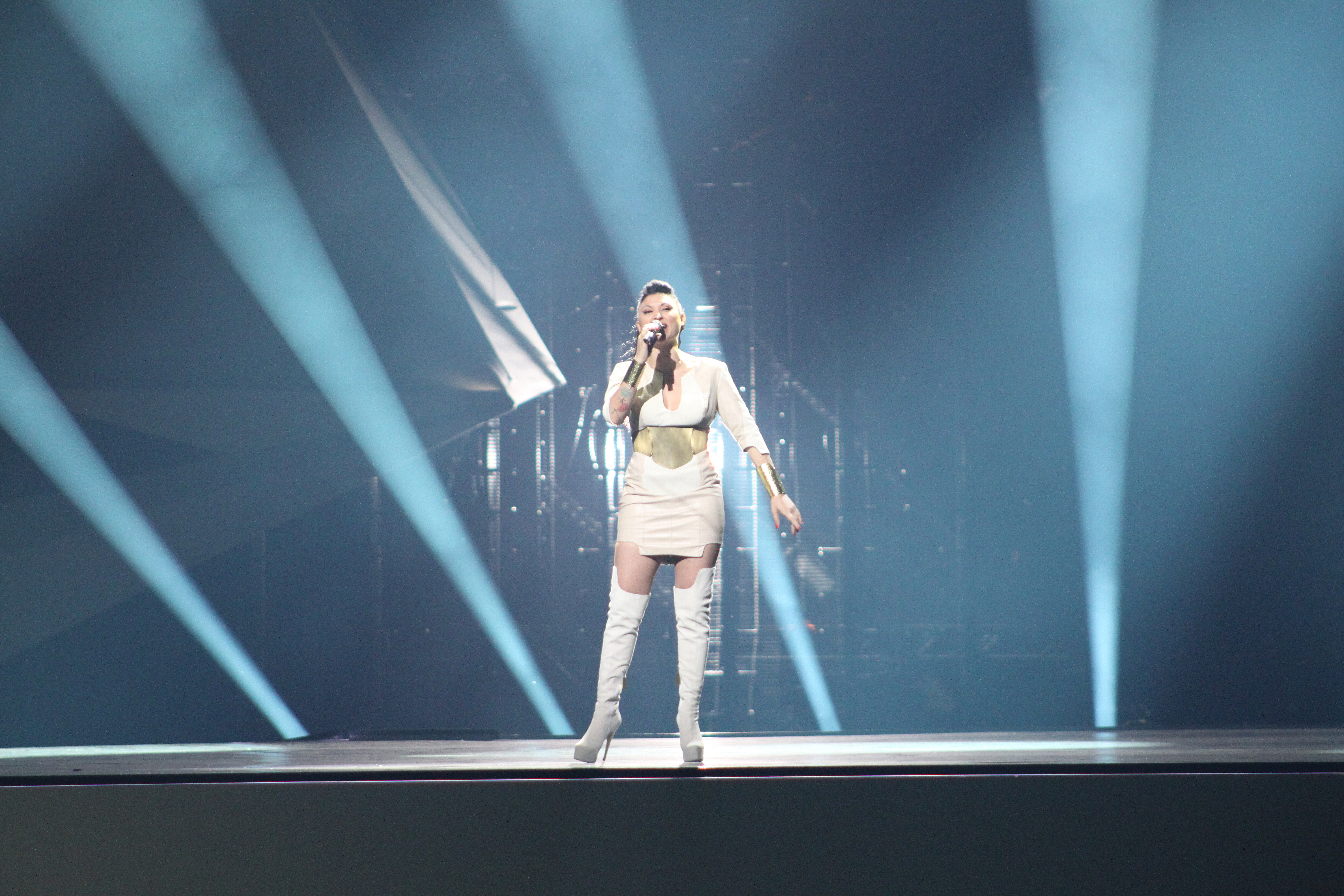
Sofi Marinova em Baku (2012)
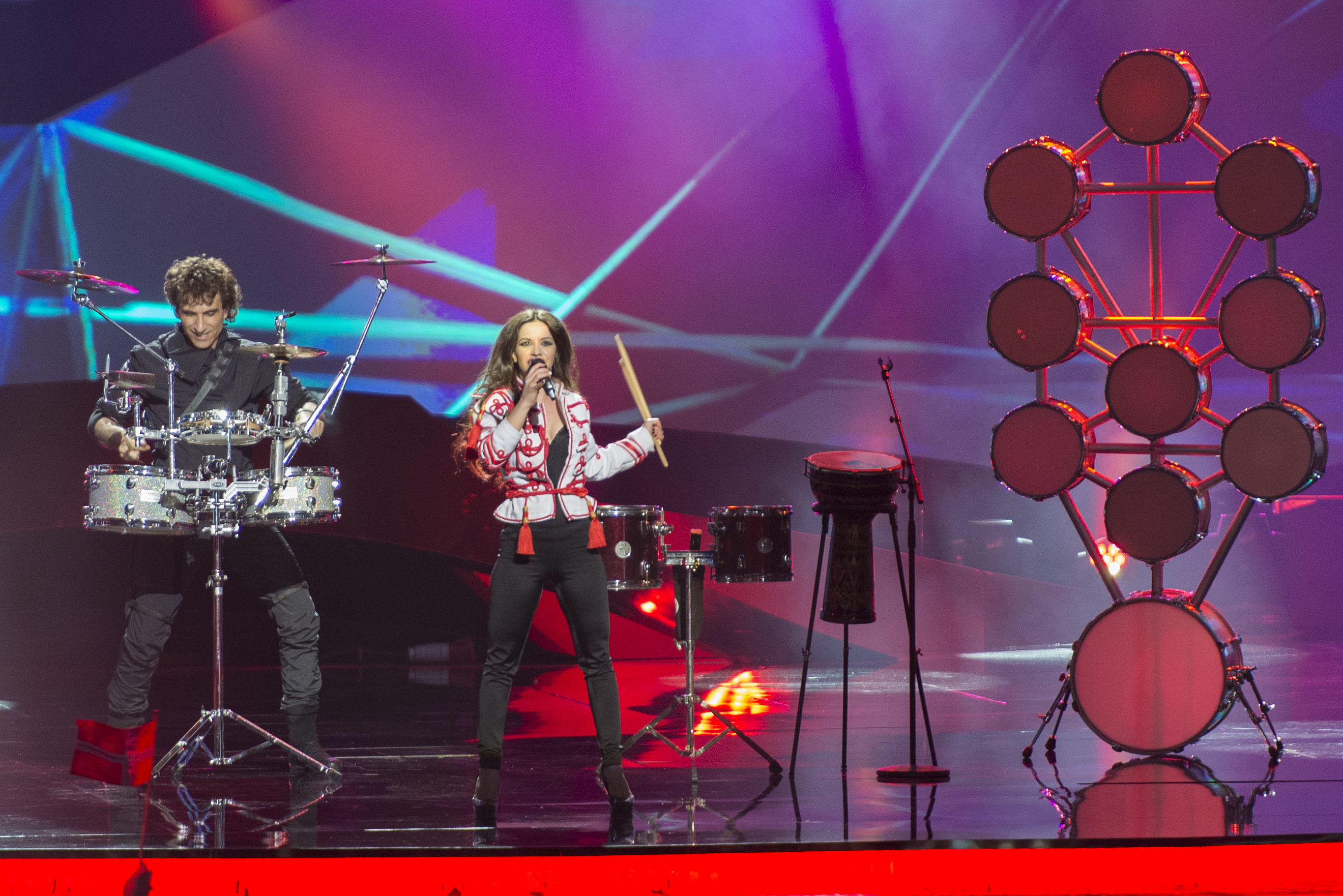
Elitsa Todorova e Stoyan Yankulov em Malmö (2013)
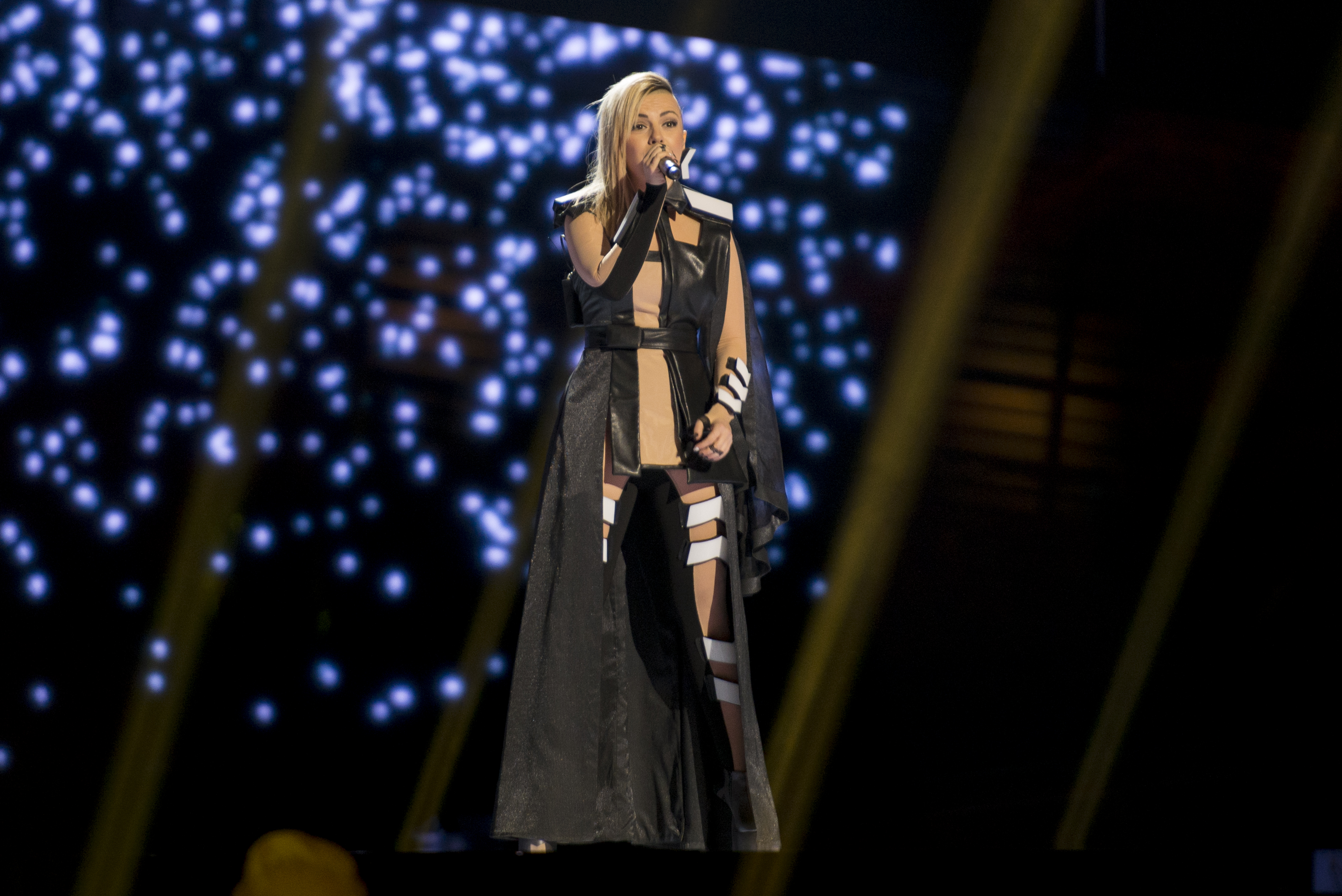
Poli Genova em Estocolmo (2016)
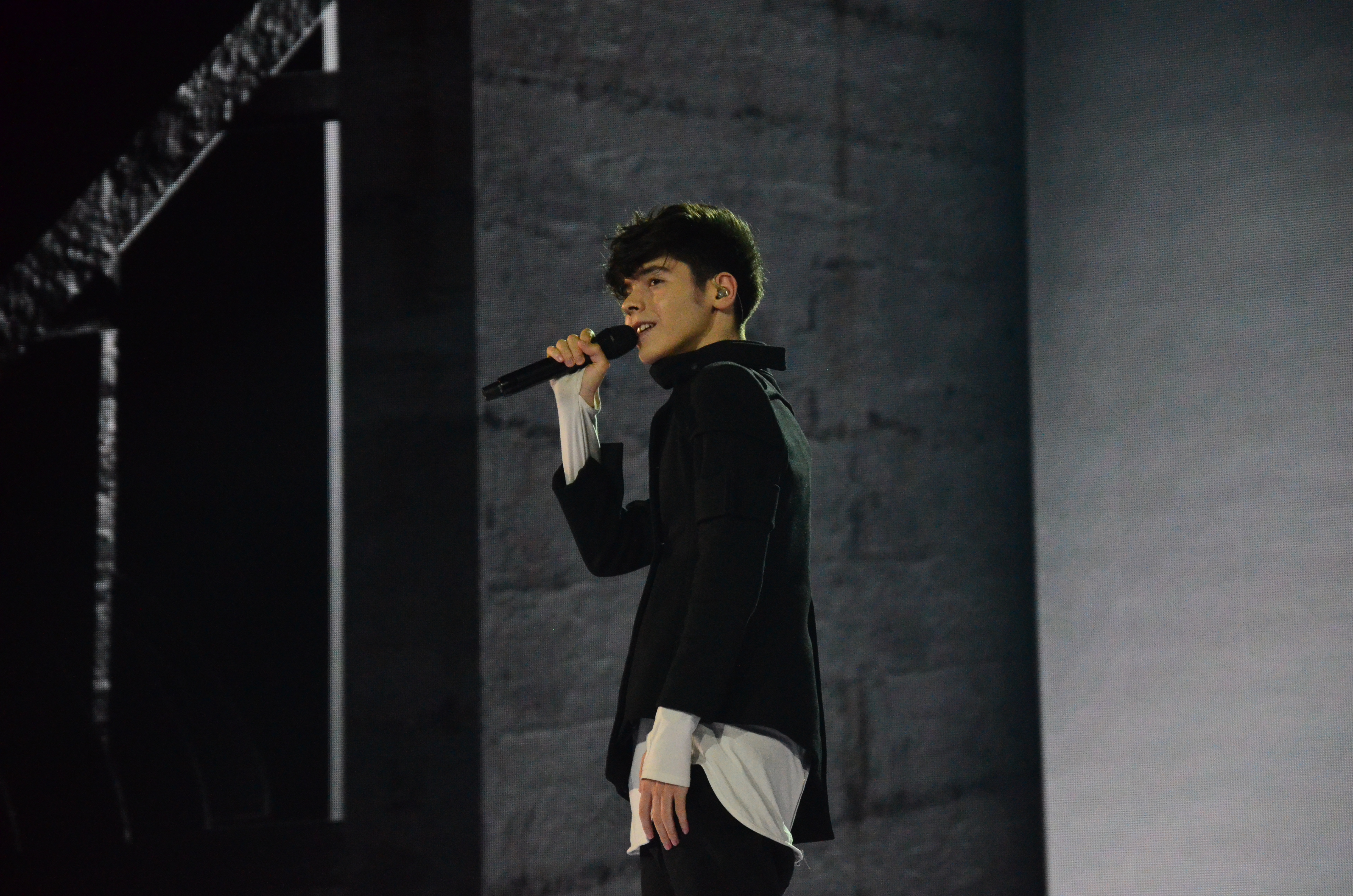
Kristian Kostov em Kiev (2017)
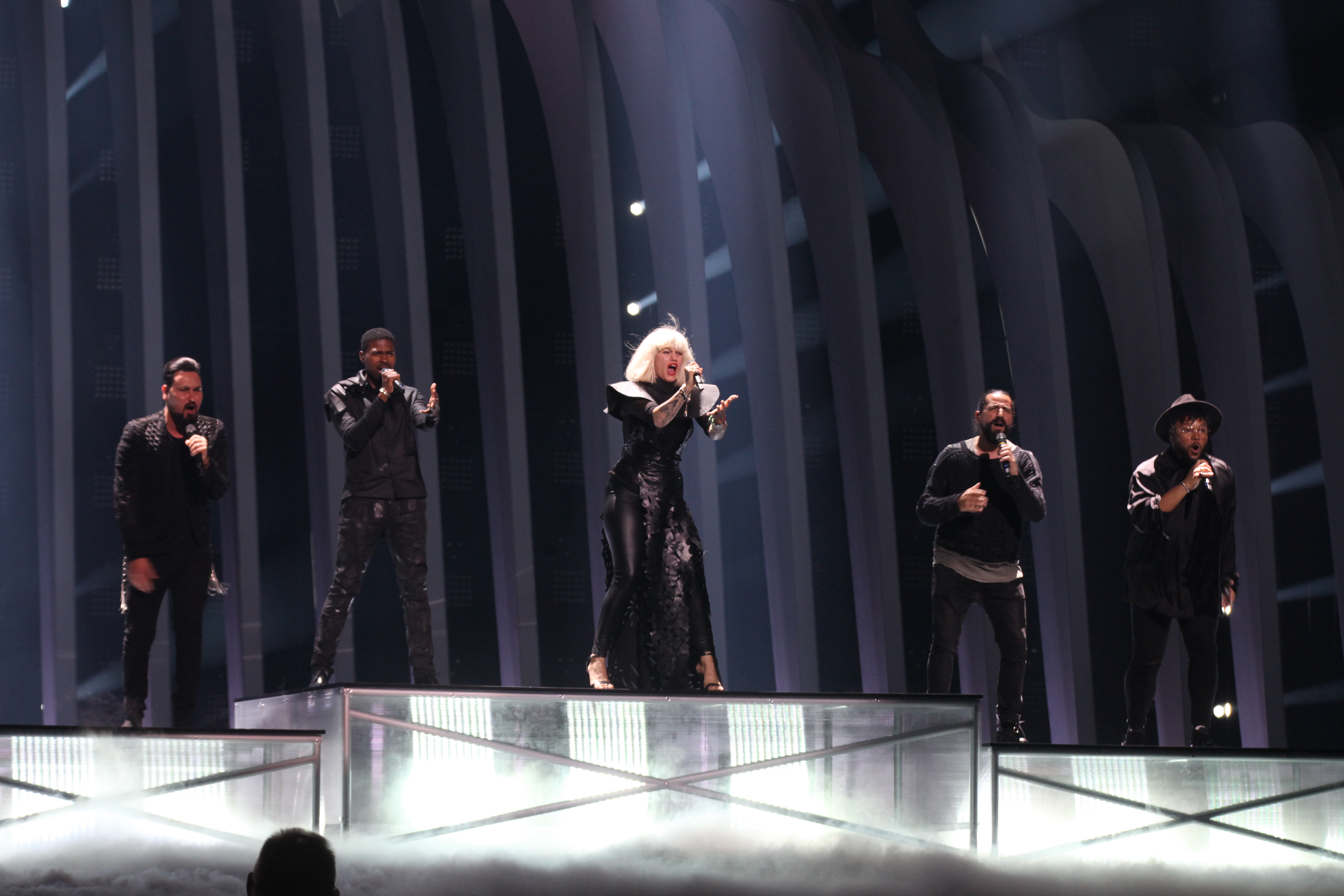
Equinox em Lisboa (2018)

## Participações
O primeiro representante do país foi a banda Kaffe, que o representou no 50.º Eurovisão, com a canção "Lorraine".
Legenda
     Vencedor
     2.º lugar
     3.º lugar
     Pontuação Nula ("Null Points")/Último Lugar
     Melhor classificação (fora do top 3)
     Qualificação para a final (fora do top 3)
     País-anfitrião
     Desclassificado
| #                                | Ano             | Artista                            | Canção                                           | Língua           | Final                    | Pontos                   | Semi                     | Pontos                   |
| -------------------------------- | --------------- | ---------------------------------- | ------------------------------------------------ | ---------------- | ------------------------ | ------------------------ | ------------------------ | ------------------------ |
| 1º                               | Kiev 2005       | Kaffe                              | "Lorraine"                                       | Inglês           | Não se qualificou        | Não se qualificou        | 19º                      | 49                       |
| 2º                               | Atenas 2006     | Mariana Popova                     | "Let Me Cry" Deixa-me chorar                     | Inglês           | Não se qualificou        | Não se qualificou        | 17º                      | 36                       |
| 3º                               | Helsínquia 2007 | Elitsa Todorova & Stoyan Yankoulov | "Water" Água                                     | Búlgaro          | 5º                       | 157                      | 6º                       | 146                      |
| 4º                               | Belgrado 2008   | Deep Zone & Balthazar              | "DJ, Take Me Away" DJ, leva-me                   | Inglês           | Não se qualificou        | Não se qualificou        | 11º                      | 56                       |
| 5º                               | Moscovo 2009    | Krassimir Avramov                  | "Illusion" Ilusão                                | Inglês           | Não se qualificou        | Não se qualificou        | 16º                      | 7                        |
| 6º                               | Oslo 2010       | Miro                               | "Angel si ti" (Ангел си ти) Tu És Um Anjo        | Búlgaro & Inglês | Não se qualificou        | Não se qualificou        | 15º                      | 19                       |
| 7º                               | Düsseldorf 2011 | Poli Genova                        | "Na Inat" (На Инат) Teimoso                      | Búlgaro          | Não se qualificou        | Não se qualificou        | 12º                      | 48                       |
| 8º                               | Baku 2012       | Sofi Marinova                      | "Love Unlimited" Ilimitado amor                  | Búlgaro(a)       | Não se qualificou        | Não se qualificou        | 11º                      | 45                       |
| 9º                               | Malmö 2013      | Elitsa Todorova & Stoyan Yankoulov | "Samo shampioni" (Само шампиони) Apenas Campeões | Búlgaro          | Não se qualificou        | Não se qualificou        | 12º                      | 45                       |
| Não participou entre 2014 e 2015 |                 |                                    |                                                  |                  |                          |                          |                          |                          |
| 10º                              | Estocolmo 2016  | Poli Genova                        | "If Love Was a Crime" Se o amor fosse um crime   | Inglês & Búlgaro | 4º                       | 307                      | 5º                       | 220                      |
| 11º                              | Kiev 2017       | Kristian Kostov                    | "Beautiful Mess" Bela trapalhada                 | Inglês           | 2º                       | 615                      | 1º                       | 403                      |
| 12º                              | Lisboa 2018     | Equinox                            | "Bones" Ossos                                    | Inglês           | 14º                      | 166                      | 7º                       | 177                      |
|                                  | Tel Aviv 2019   | Não participou                     | Não participou                                   | Não participou   | Não participou           | Não participou           | Não participou           | Não participou           |
|                                  | Roterdão 2020   | Victoria                           | "Tears Getting Sober" Lágrimas ficando sóbrias   | Inglês           | A edição não se realizou | A edição não se realizou | A edição não se realizou | A edição não se realizou |
| 13º                              | Roterdão 2021   | Victoria                           | "Growing Up Is Getting Old" Crescer é Envelhecer | Inglês           | 11º                      | 170                      | 3º                       | 250                      |
| 14º                              | Turim 2022      | Intelligent Music Project          | "Intention" Intenção                             | Inglês           | Não se qualificou        | Não se qualificou        | 16º                      | 29                       |
| Não participa desde 2023         |                 |                                    |                                                  |                  |                          |                          |                          |                          |

Notas:
↑(a)  A música tem versos em Árabe, Azeri, Espanhol, Francês, Grego, Italiano, Romani, Servio-Croata e Turco.
| Ano             | Artista                            | Canção                      | Final             | Final             | Final             | Final             | Final             | Final             | Semi            | Semi            | Semi            | Semi            | Semi | Semi   |
| Ano             | Artista                            | Canção                      | Tlv.              | Pontos            | Júri              | Pontos            | Cl.               | Pontos            | Tlv.            | Pontos          | Júri            | Pontos          | Cl.  | Pontos |
| --------------- | ---------------------------------- | --------------------------- | ----------------- | ----------------- | ----------------- | ----------------- | ----------------- | ----------------- | --------------- | --------------- | --------------- | --------------- | ---- | ------ |
| Moscovo 2009    | Krassimir Avramov                  | "Illusion"                  | Não se qualificou | Não se qualificou | Não se qualificou | Não se qualificou | Não se qualificou | Não se qualificou | Apenas televoto | Apenas televoto | Apenas televoto | Apenas televoto | 16º  | 7      |
| Oslo 2010       | Miro                               | "Angel si ti"               | Não se qualificou | Não se qualificou | Não se qualificou | Não se qualificou | Não se qualificou | Não se qualificou | 15º             | 15              | 15º             | 25              | 15º  | 19     |
| Düsseldorf 2011 | Poli Genova                        | "Na Inat"                   | Não se qualificou | Não se qualificou | Não se qualificou | Não se qualificou | Não se qualificou | Não se qualificou | 14º             | 43              | 12º             | 59              | 12º  | 48     |
| Baku 2012       | Sofi Marinova                      | "Love Unlimited"            | Não se qualificou | Não se qualificou | Não se qualificou | Não se qualificou | Não se qualificou | Não se qualificou | 9º              | 59              | 17º             | 27              | 11º  | 45     |
| Malmö 2013      | Elitsa Todorova & Stoyan Yankoulov | "Samo shampioni"            | Não se qualificou | Não se qualificou | Não se qualificou | Não se qualificou | Não se qualificou | Não se qualificou | 6º              | 7.44            | 17º             | 10.75           | 12º  | 45     |
| Estocolmo 2016  | Poli Genova                        | "If Love Was a Crime"       | 5º                | 180               | 7º                | 127               | 4º                | 307               | 5º              | 122             | 6º              | 98              | 5º   | 220    |
| Kiev 2017       | Kristian Kostov                    | "Beautiful Mess"            | 2º                | 337               | 2º                | 278               | 2º                | 615               | 1º              | 204             | 1º              | 199             | 1º   | 403    |
| Lisboa 2018     | Equinox                            | "Bones"                     | 14º               | 66                | 9º                | 100               | 14º               | 166               | 8º              | 70              | 4º              | 107             | 7º   | 177    |
| Roterdão 2021   | Victoria                           | "Growing Up Is Getting Old" | 18º               | 30                | 6º                | 140               | 11º               | 170               | 6º              | 101             | 2º              | 149             | 3º   | 250    |
| Turim 2022      | Intelligent Music Project          | "Intention"                 | Não se qualificou | Não se qualificou | Não se qualificou | Não se qualificou | Não se qualificou | Não se qualificou | 14º             | 18              | 15º             | 11              | 16º  | 29     |

## Comentadores e porta-vozes
| Ano(s) | Comentador(es) de televisão       | Votação             | Votação          | Votação       |
| Ano(s) | Comentador(es) de televisão       | Porta-voz           | Idioma utilizado | Cidade        |
| ------ | --------------------------------- | ------------------- | ---------------- | ------------- |
| 2005   | Elena Rosberg e Georgi Kushvaliev | Evgenia Atanasova   | Inglês           | Sófia         |
| 2006   | Elena Rosberg e Georgi Kushvaliev | Dragomir Simeonov   | Inglês           | Sófia         |
| 2007   | Elena Rosberg e Georgi Kushvaliev | Mira Dobreva        | Inglês           | Sófia         |
| 2008   | Elena Rosberg e Georgi Kushvaliev | Valentina Voykova   | Inglês           | Sófia         |
| 2009   | Elena Rosberg e Georgi Kushvaliev | Yoanna Dragneva     | Inglês           | Sófia         |
| 2010   | Elena Rosberg e Georgi Kushvaliev | Desislava Dobreva   | Inglês           | Sófia         |
| 2011   | Elena Rosberg e Georgi Kushvaliev | Maria Ilieva        | Inglês           | Sófia         |
| 2012   | Elena Rosberg e Georgi Kushvaliev | Anna Angelova       | Inglês           | Sófia         |
| 2013   | Elena Rosberg e Georgi Kushvaliev | Yoanna Dragneva     | Inglês           | Sófia         |
| 2014   | Sem transmissão                   | Não trasmitiu       | Não trasmitiu    | Não trasmitiu |
| 2015   | Elena Rosberg e Georgi Kushvaliev | Não trasmitiu       | Não trasmitiu    | Não trasmitiu |
| 2016   | Elena Rosberg e Georgi Kushvaliev | Anna Angelova       | Inglês           | Sófia         |
| 2017   | Elena Rosberg e Georgi Kushvaliev | Boryana Gramatikova | Inglês           | Sófia         |
| 2018   | Elena Rosberg e Georgi Kushvaliev | por anunciar        |                  |               |

Nota: Em 2015, apenas transmitiu a final.

## Historial de votação
| Bulgária deu mais pontos a: | Bulgária deu mais pontos a: | Bulgária deu mais pontos a: |
| Rank                        | País                        | Pontos                      |
| --------------------------- | --------------------------- | --------------------------- |
| 1                           | Macedónia do Norte          | 104                         |
| 2                           | Arménia                     | 102                         |
| 2                           | Grécia                      | 102                         |
| 4                           | Turquia                     | 96                          |
| 5                           | Ucrânia                     | 94                          |

| Bulgária recebeu mais pontos a: | Bulgária recebeu mais pontos a: | Bulgária recebeu mais pontos a: |
| Rank                            | País                            | Pontos                          |
| ------------------------------- | ------------------------------- | ------------------------------- |
| 1                               | Macedónia do Norte              | 133                             |
| 2                               | Chipre                          | 92                              |
| 3                               | Noruega                         | 80                              |
| 4                               | Malta                           | 74                              |
| 4                               | Sérvia                          | 74                              |